# Windows Media Encoder
Windows Media Encoder est un gratuiciel développé par Microsoft pour l'encodage des vidéos.
Ce gratuiciel n'est plus supporté depuis l'arrêt de Windows XP, et n'est pas compatible avec Windows 7 et les versions suivantes. Ses principales fonctionnalités sont :
- L'acquisition et l'encodage vidéo à partir d'une carte TV
- La diffusion de flux vidéo à partir d'une source (fichier, acquisition, ...) vers un serveur
- La lecture d'un flux vidéo (potentiellement généré par une machine elle-même équipée de Windows Media Encoder)
- La création d'un fichier vidéo pour Pocket PC
- La création d'un fichier vidéo supportant le streaming (typiquement une vidéo à télécharger depuis un site web)

Le format de sortie des vidéos est WMV.

## Utilisation de Windows Media Encoder en diffusion de flux vidéo
La machine sur laquelle va tourner Windows Media Encoder doit posséder au moins un périphérique d'acquisition vidéo. Cela peut être une webcam ou une carte d'acquisition TV par exemple. Ce flux vidéo est traité par Windows Media Encoder qui va lui-même le rediffuser sur un port de la machine, par défaut le port 8080 (le logiciel peut chercher un autre port libre si nécessaire). La diffusion peut être de type « pull » ou de type « push ». 
Sur un réseau local, l'adresse de diffusion sera simplement de la forme \\<nomdelamachine>:<numérodeport>, par exemple \\PC-de-bureau:8080. Pour lire le flux, le client devra ouvrir cette adresse, à l'aide du logiciel Windows Media Player par exemple.
En outre, Windows Media Encoder permet de diffuser dans le flux vidéo des fichiers vidéo traditionnels, c'est-à-dire des archives wmv stockés sur un disque. Il propose aussi d'enregistrer dans un fichier le flux généré vers l'extérieur. Cela permet de revoir après la diffusion ce que les clients ont dû voir.